# Обухов, Фёдор Васильевич (губернатор)
Фёдор Васи́льевич О́бухов (1744 — после 1796) — российский военный и политический деятель, первый правитель Нижегородского наместничества.

## Биография
Биография Обухова изучена слабо. Родился в 1744 году, происходил из дворянской семьи Обуховых. Младший сын гвардии прапорщика Василия Ивановича Обухова. Находился на военной службе с 1758 года, с 1765 года — премьер-майор, с 1778 года — бригадир, с 22 сентября (3 октября) 1778 года — генерал-майор. После образования Нижегородского наместничества в 1779 году первым, вплоть до 1780 года занимал пост его правителя, находясь в административном подчинении у нижегородского губернатора Алексея Алексеевича Ступишина. Вышел в отставку в 1796 году. Сведения о его дальнейшей жизни и деятельности отсутствуют.